# Henri Pichette
Henri Pichette (* 24. Januar 1924 in Châteauroux; † 30. Oktober 2000 in Paris) war ein französischer Dichter und Dramatiker.

## Leben und Werk
Henri Pichette, der einen kanadischen Vater hatte und das Ende des Zweiten Weltkriegs als Soldat und Kriegskorrespondent erlebte, machte 1947 in Paris Furore mit seinem Stück Les épiphanies, das von Georges Vitaly mit Gérard Philipe, Maria Casarès und Roger Blin inszeniert wurde. 1952 führte Jean Vilar im Théâtre National Populaire sein Stück Nucléa mit Gérard Philipe und Jeanne Moreau auf. Ab 1947 veröffentlichte er daneben Dichtung. In den 1960er Jahren ging er zeitweilig nach Kanada. Ab 1979 wurde seine Dichtung in den Éditions Granit neu aufgelegt. Von 1991 bis 1998 erschienen 3 Cahiers Henri Pichette.  Seine umfangreichen Forschungen über das Rotkehlchen mündeten in einen Gedichtband, der erst nach seinem Tod erscheinen konnte.
Henri Pichette war der Bruder des Malers James Pichette (1920–1996).

## Werke (Auswahl)
- Apoèmes. Avec un gris-gris par Antonin Artaud. Fontaine, Paris 1947. Gallimard, Paris 1995.
- Les Épiphanies. K éditeur, Paris 1948. Gallimard, Paris 1969.
- Lettres arc-en-ciel. [1.] Lettre rouge. Réponse de Max-Pol Fouchet. Lettre orangée à André Breton. Arche, Paris 1950.
- Le Point vélique. Mercure de France, Paris 1950.
- Rond-point suivi de Joyce au participe futur et de Pages pour Chaplin. Mercure de France, Paris 1950.
- Nucléa. L’Arche, Paris 1952.
- Les revendications. Apoèmes. Les armes de justice. Évolution de la révolution. Mercure de France, Paris 1958.
- Dents de lait, dents de loup. P. de Tartas, Paris 1959.
- Guerre et poésie. R. Julliard, Paris 1961.
- Odes à chacun. Gallimard, Paris 1961.
- Tombeau de Gérard Philipe. Gallimard, Paris 1961, 1992.
- (mit James Pichette) Fragment du sélénite. La Rubéline, Paris 1973.
- Poèmes offerts. Granit, Paris 1982, 2009.
- Défense et illustration. Granit, Paris 1991.
- Les enfances. Granit, Paris 1995.
- (postum) Les ditelis du rougegorge. Poèmes. Gallimard, Paris 2005.